# مزرعه اکبر برهانی
مزرعه اکبر برهانی یک منطقهٔ مسکونی در ایران است که در دهستان دهچاه واقع شده‌است. مزرعه اکبر برهانی ۳۱ نفر جمعیت دارد.